# Lisbon (Florida)
Lisbon statisztikai település az USA Florida államában, Lake megyében. Lakosainak száma 229 fő (2020. április 1.).

## Népesség
A település népességének változása:
| Lakosok száma | 273  | 260  | 229  |
|               | 2000 | 2010 | 2020 |